# Daphne (krater)
För andra betydelser, se Daphne (olika betydelser).
Daphne är en nedslagskrater med en diameter på 15 kilometer, på planeten Venus. Daphne har fått sitt namn efter det grekiska kvinnonamnet Daphne.